# 진짜 사나이 (만화)
《진짜 사나이》는 대한민국의 만화로, 박산하의 작품이다. 1992년 11월부터 주간 아이큐점프에 연재되었다. 단행본은 200만부 이상이 판매되었다.
한편, 단행본은 서울문화사에서 1부(총 12권)가 나왔으며 시공사에서 1부 재간본(11권)과 2부(31권)가 출간됐다.
아울러, 잔인하고 혐오스런 폭력장면과 교사에게 폭언과 폭력을 가하는 학생, 문제학생을 퇴학시키기 위해 다른 학생을 이용하는 교사의 모습 등 사제지간을 왜곡 묘사했다는 지적이 일기도 했다.